# Jaillans
 Jaillans  là một xã thuộc tỉnh Drôme trong vùng Auvergne-Rhône-Alpes đông nam nước Pháp. Xã Jaillans nằm ở khu vực có độ cao trung bình 294 mét trên mực nước biển.